# Culture Club - Box Set
Culture Club – Box Set è una raccolta multipla in 4 CD della band britannica Culture Club, uscita all'inizio di dicembre del 2002.
Contiene 74 tracce, più o meno equamente distribuite nei quattro dischi (rispettivamente: 20 + 21 + 18 + 15).

## Tracce

### CD 1
1. "Put It Down (Demo)"
2. "You Know I'm Not Crazy (Demo)"
3. "Kissing to Be Clever (Demo)"
4. "Stand Down (Demo)"
5. "Next 2 You (Demo)"
6. "Peculiar World (Demo)"
7. "Believe (Demo)"
8. "I'm Afraid of Me (Demo)"
9. "White Boy (Demo)"
10. "Do You Really Want to Hurt Me (Demo)"
11. "Do You Really Want to Hurt Me"
12. "Love Twist (Featuring Captain Crucial)"
13. "I'll Tumble 4 Ya"
14. "Time (Clock of the Heart)"
15. "Mister Man"
16. "Church of the Poison Mind"
17. "Karma Chameleon"
18. "It's a Miracle"
19. "Shirley Temple Moment" (making-of di "Victims")
20. "Victims"

### CD 2
1. "Miss Me Blind"
2. "Colour by Numbers"
3. "Changing Everyday"
4. "That's The Way (I'm Only Trying to Help You)"
5. "Mistake N°3"
6. "Murder Rap (Featuring Captain Crucial)"
7. "Man-Shake"
8. "Bow Down Mister (A Small Portion 2 B Polite Mix)"
9. "I Specialise in Loneliness (Jimmy T & The Old Bastard Mix)"
10. "If the Lord Can Forgive (Broken Spirit)"
11. "Love Is Lonely"
12. "Sweet Toxic Love"
13. "Moghul Tomb (Demo)"
14. "Vanity Case (Arabesque Mix)"
15. "Who Killed Rock'n'Roll?"
16. "Starman"
17. "Suffragette City"
18. "Mr Strange"
19. "Spooky Truth"
20. "Funtime"
21. "Satans Butterfly Ball (4 Leigh Bowery) - With Intro"

### CD 3
1. "These Boots Are Made 4 Walking (Nancy Headbanger Mix)"
2. "Genocide Peroxide (4 Maz)"
3. "Less Than Perfect"
4. "Confidence Trick"
5. "Sign Language (Gimme a Sign)"
6. "How D'ya Keep Your Credibility?"
7. "Is There Cream in This Soup? (Demo)"
8. "Love Hurts (Evolution Mix)"
9. "Same Thing in Reverse (Evolution Mix)"
10. "See Thru (MP3s Mix - Dedicated to the Late Chris McCoy - Nuff Love)"
11. "Strange Voodoo (Jimmy T Prickly Heat Mix - Feat MC Filfy)"
12. "Do You Really Want 2 Hurt Me (TMS~PMS Mix)"
13. "Masheri (Demo)"
14. "Grand Scheme of Things (Demo)"
15. "Lions Roar (Demo)"
16. "Victims 2002"
17. "If I Were U (Kinky Rolands «Mind over Substance» Mix)"
18. "Church of the Poison Mind (Budgie Man Electro Mix)"

### CD 4 – The Drumhead Sessions
1. "Karma Chameleon (Nail out of Coffin «Rewind Mix» with Mr Spee 2002)"
2. "I Just Wanna Be Loved"
3. "Black Money (Hint of Helen Mix)"
4. "Everything I Own (With Mr Spee)"
5. "Love Is Love 2002"
6. "Kipsy (With MC Kinky)"
7. "Time (Clock of the Heart)"
8. "Hiroshima"
9. "Cold Shoulder (Scary Newman Mix)"
10. "Police & Thieves (Dubversive Mix)"
11. "Do You Really Want 2 Hurt Me (Drumheads Twisted Nerve Mix)"
12. "Maybe I'm a Fool"
13. "Crystal Blue Persuasion"
14. "Armageddon (Demo)"
15. "Run, Run, Run (Demo)"

## Formazione

### Gruppo
- Boy George: voce e testi
- Roy Hay: chitarre, tastiera, sitar, synth guitar
- Mickey Craig: basso
- Jon Moss: batteria e percussioni
- Helen Terry: cori principali e voce femminile solista
- John Themis: chitarra

### Altri musicisti
- Glen Nightingale
- Richie Stevens
- Gavin Dodds
- Max W.
- Chaz Koshi
- Emily Themis
- Catherina Ther...
- Ben Castle
- Natalie Kritikos
- Joanne Brehanney
- Kevan Frost
- Tenor Fly
- Zee Asha
- Tim Oliver
- Fiona Brice
- Nicholl Thompson
- Chris Storr
- Chris Jago
- Chris Worsey
- Gillon Cameron

### Produzione
- Steve Levine
- John Themis
- Richie «Box of Frogs» Stevens
- Paul Staveley O'Duffy
- Bruce Forest
- Kevan Frost
- Matt Frost

### Remix
- Kinky Roland
- Chris McCoy
- Budgie Man
- Quivver
- 6am
- MNS
- Jimmy T.
- Evolution
- John Themis

### Direzione artistica e design
- Wilhem Finger
- Andrea Ludszeweit

## Galleria d'immagini
- Boy Gorge
- Brendan Beirne
- Andre Csillag
- Bonnie Lippel
- David Levine
- Kate Garner
- Jamie Morgan
- Stevie Hughes
- Ben Morris
- Michael Nicholls
- Karl Grant
- Mark LeBon

### Coordinamento progetto
- Jason Day
- Hikaru Sasaki

### Missaggio e masterizzazione
- CD 1 & 2: Steve Levine, Tim Young presso «Metropolis»
- CD 3: John Themis presso «Themis Mobile Studio», Kevan Frost presso «Frosty Bros»
- CD 4: Richie Stevens presso «Sound Suite Studios»